# Bloodstone & Diamonds
Bloodstone & Diamonds – ósmy album studyjny amerykańskiej thrash metalowej grupy Machine Head, który ukazał się w listopadzie 2014 roku. Na płycie znajduje się 12 premierowych utworów. To pierwszy studyjny album, przy tworzeniu którego udział wziął basista Jared MacEachern. Płytę promował wydany 19 kwietnia 2014 roku minialbum Killers & Kings.

## Lista utworów
| Nr  | Tytuł utworu                    | Długość |
| --- | ------------------------------- | ------- |
| 1.  | „Now We Die”                    |         |
| 2.  | „Killers & Kings”               |         |
| 3.  | „Ghosts Will Haunt My Bones”    |         |
| 4.  | „Night of Long Knives”          |         |
| 5.  | „Sail into the Black”           |         |
| 6.  | „Eyes of the Dead”              |         |
| 7.  | „Beneath the Silt”              |         |
| 8.  | „In Comes the Flood”            |         |
| 9.  | „Damage Inside”                 |         |
| 10. | „Game Over”                     |         |
| 11. | „Imaginal Cells” (instrumental) |         |
| 12. | „Take Me Through the Fire”      |         |

## Twórcy
| Zespół Machine Head w składzie - Robert Flynn – śpiew, gitara rytmiczna, produkcja - Dave McClain – perkusja - Jared MacEachern – gitara basowa, wokal wspierający - Phil Demmel – gitara prowadząca, wokal wspierający | Inni - Juan Urteaga – produkcja - Colin Richardson – miksowanie |